# 堅尼地城焚化爐

昔日的堅尼地城焚化爐

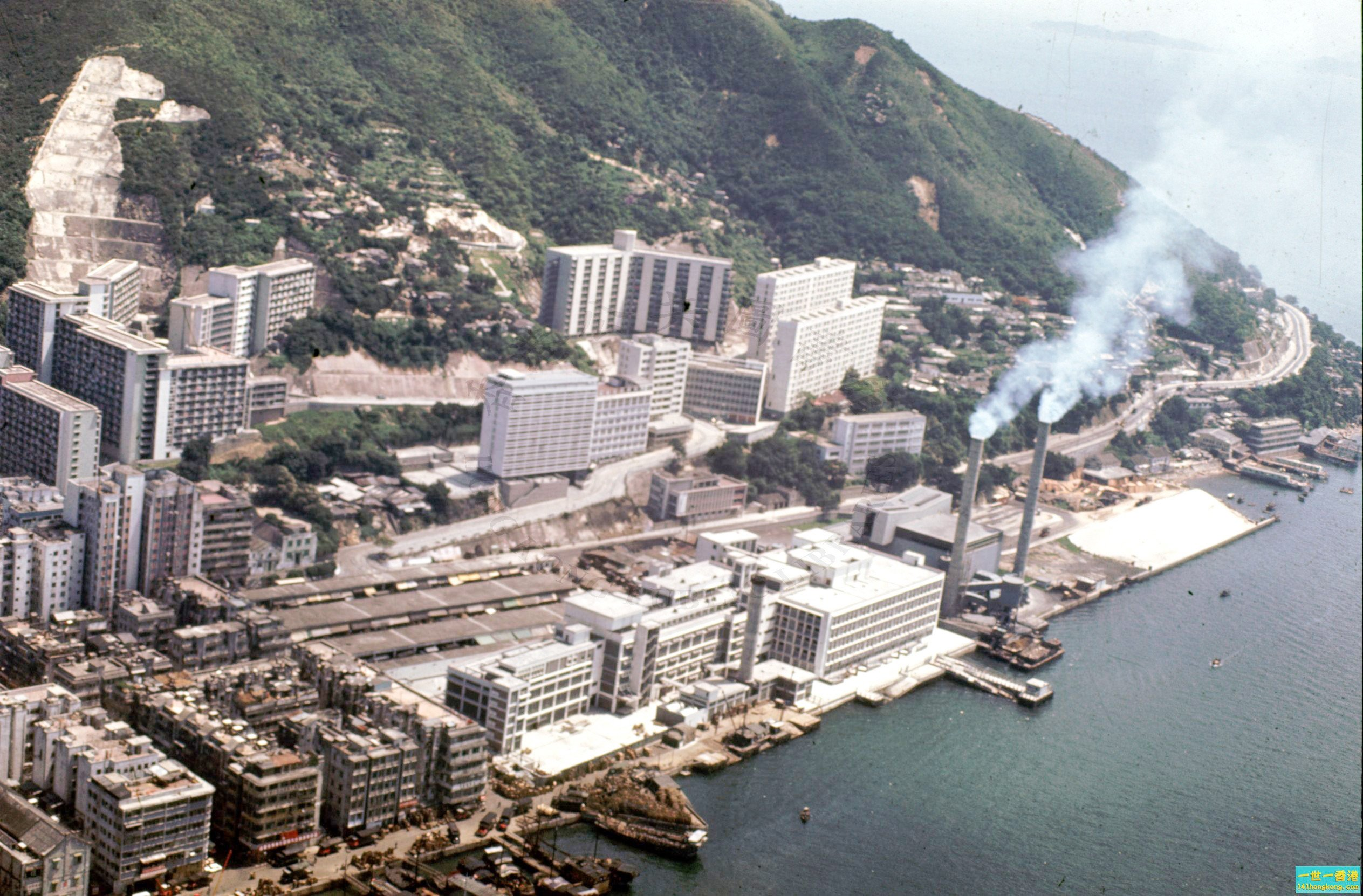
1968年的的堅尼地城焚化爐

堅尼地城焚化爐曾是香港四大垃圾焚化爐之一，位於堅尼地城西部，於1967年啟用，由市政總署及機電工程署一同負責運作。為避免對鄰近民居造成污染及滋擾，香港政府於1993年停用該垃圾焚化爐，至2008年因港島綫西延工程而拆卸。堅尼地城焚化爐的煙囪引人注目，曾經成為該區的一個地標。焚化爐毗鄰招商局倉碼運輸的貨倉和碼頭、域多利亞公眾殮房、堅尼地城巴士總站、堅尼地城屠房和東華痘局遺址等。

## 歷史
為解決關閉醉酒灣堆填區後的垃圾處理問題，港府於1963年決定在堅尼地城及荔枝角，各興建一座焚化爐。當中，此爐設有三個機組（另預留加建一個機組的條件），每日可處理750噸垃圾，並為毗鄰的堅尼地城屠房提供電力。1967年中，此爐率先啟用，成為全港第一座垃圾焚化爐。
由於此焚化爐原先沒有配備廢氣過濾設備，對鄰近地區造成空氣污染，因此曾於1981年加裝靜電除塵器，以求減緩影響。但是，各焚化爐對周邊社區滋擾仍舊，政府文康市政科因而於1986年決定，恢復以堆填區為主的垃圾處理方案，並擬於1992年前關閉全港所有焚化爐。
直至1993年，此爐正式停用，較原訂關閉時間遲一年。

## 拆卸工程
根據香港鐵路有限公司的公布，堅尼地城屠房和鄰近的堅尼地城焚化爐會被清拆，以騰出空間作為西港島綫的臨時工地。第一期的堅尼地城焚化爐及屠房拆卸工程於2007年9月28日展開，為期約20個月。於2009年初，焚化爐的拆卸已大致完成。
在港鐵工程完成後，政府將會進行餘下的第二期工程，即拆卸混凝土地台及處理地下受污染的泥土，以便於日後轉為休憩、房屋或其他用途。

## 拆卸過程圖片

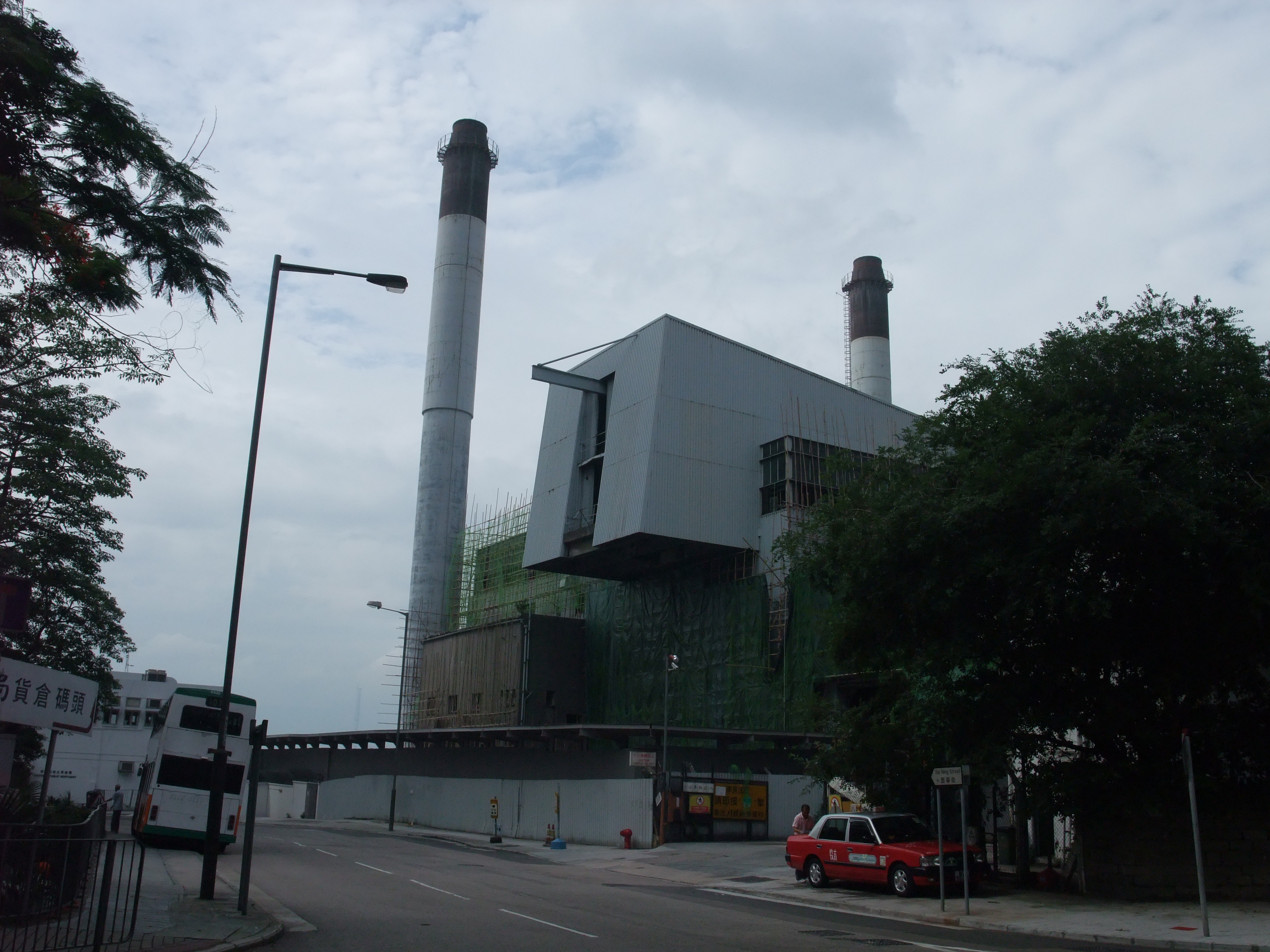
拆卸中的堅尼地城焚化爐（2008年6月）
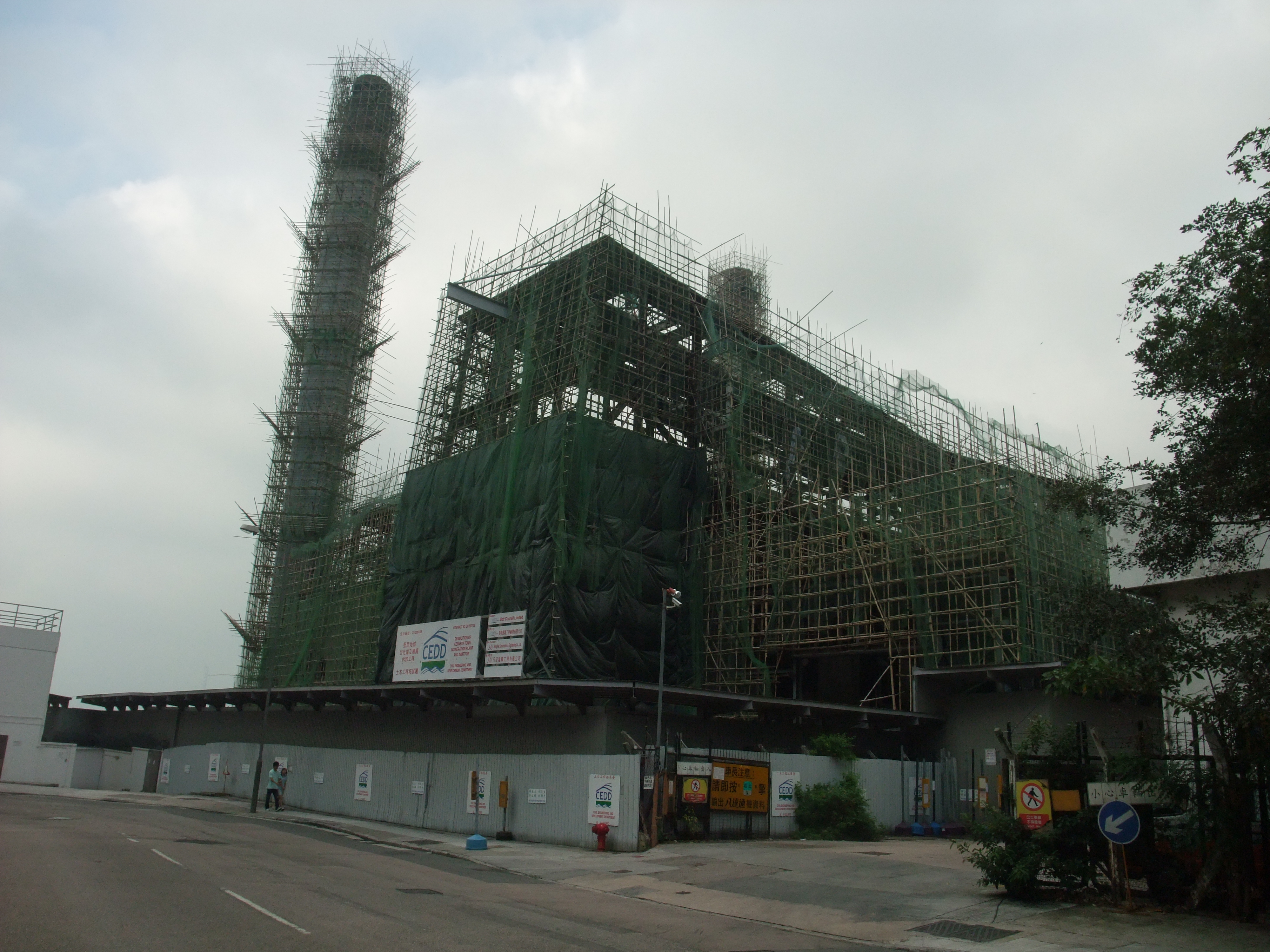
拆卸中的堅尼地城焚化爐（2008年11月）
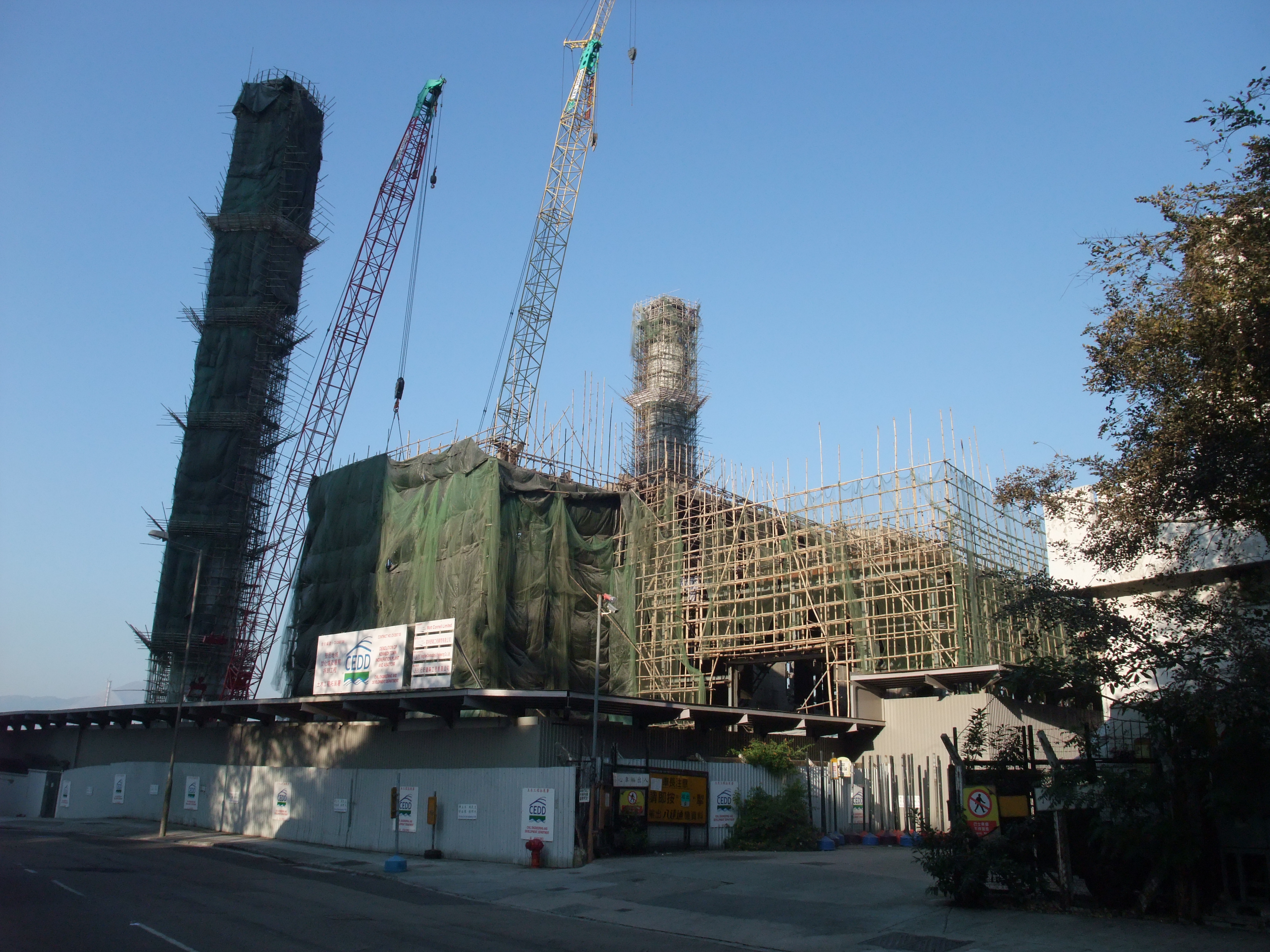
拆卸中的堅尼地城焚化爐（2008年12月）
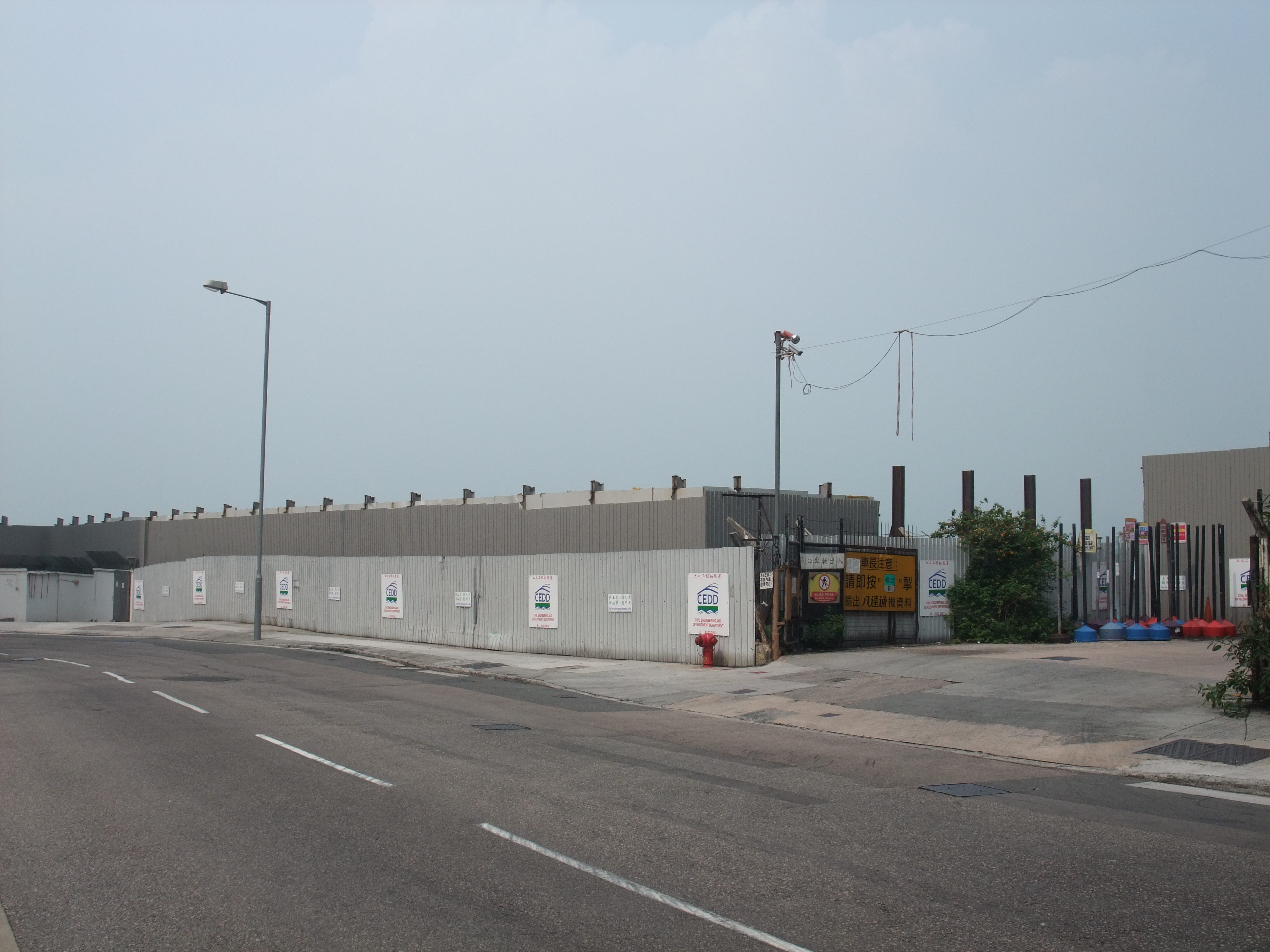
已拆卸的堅尼地城焚化爐（2009年4月）

## 外部連結
- Demolition of Buildings and Structures in the Proposed Kennedy Town CDA Site